# XO型
XO型性決定システムとは、バッタ、コオロギ、ゴキブリ、その他の昆虫類が性別を決定するために使用するシステムである。このシステムでは、Xと呼ばれる一種類の性染色体のみが存在する。オスはX染色体を一つだけ持ち(XO)、メスはX染色体を2つ持つ(XX)。ここでゼロまたはOはX染色体が1つだけであることを表している。メスの配偶子は常にX染色体を含む。したがって、子供の性別はオスによって定まる。精子は通常X染色体を一つだけ含むか、まったく含まないかのいずれかである。
このシステムの変形として、ある種の動物ではX遺伝子を2つ持つ(XX)とき雌雄同体で、1つのとき(XO)オスになる。1例を挙げると、モデル生物として生物学研究でしばしば用いられる線形動物のCaenorhabditis elegansがこの種の性決定システムを持つ。
なお、昆虫以外の多細胞生物では、トクノシマトゲネズミ、アマミトゲネズミのみY染色体が突然変異し、消失した事が知られている。ただし、昆虫類の一部におけるXO型では、雌雄によって性染色体を含めた染色体の総数がいくつになるかという差異があるのに対して、これらごく一部の哺乳類においては、雌雄ともに染色体数が同じ(奇数)になっている。これは昆虫のXO型とは一線を画しているといえるが、哺乳類のこれら特殊な事例における詳細はまだ解明されていない。なお、哺乳類はY染色体に胎盤をつくるなどのスイッチがあるため、それを他の染色体が行っていると思われる。